# Польська церква рідновірів

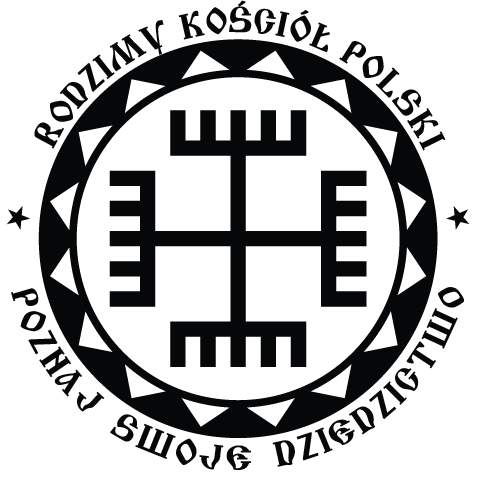
Логотип

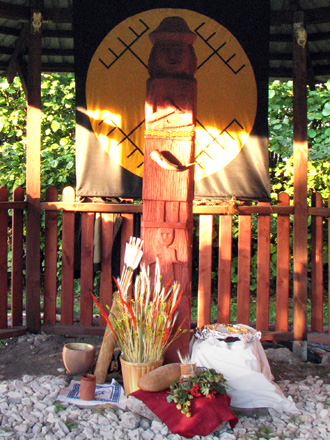
Обжинки, храм у Мазовії (2007)

Польська церква рідновірів (пол. Rodzimy Kościół Polski) — релігійна організація, пов'язана з етнічними дохристиянськими віруваннями слов'ян. Осередок її розташований у Варшаві.

## Назва
Назва організації сформульована на зразок аналогічної релігійної організації, що об'єднує нащадків корінних мешканців Америки, — англ. Native American Church. Як і Американська, Польська церква рідновірів пов'язана з давніми, дохристиянськими етнічними віруваннями, визнаючи при цьому вірування, що прийшли пізніше. Термін «церква» тут вживається виключно у значенні релігійної організації, пастви та духовенства.

## Основи вчення
Релігійне вчення, з одного боку, опирається на генотеїзм, а з іншого — є синтезом пантеїзму (чи навіть панентеїзму) та політеїзму. Адепти переконані, що долю світу вирішує космічна сила — Найвищий Бог (пол. Bóg Najwyższy) (багато хто з парафіян Польської церкви рідновірів ототожнює його з Мультивсесвітом), окремими проявами якого є менші за рангом боги.
Хоч офіційно в церкві головного бога звуть Святовит, не менш уживаними є імена з пантеону слов'янських богів (Перун, Сварог та ін.); для членів церкви Найвищий Бог завжди залишається таким незалежно від його імені. Справжнє ж ім'я Бога Найвищого залишається й залишатиметься поза обмеженою уявою людини. Члени організації вірять, що в такій постаті (як вічний, нескінченний та необмежений абсолют він містить у собі всі істини буття) Найвищий Бог не може бути описаний широковживаними поняттями добра і зла чи іншими суб'єктивними людськими критеріями. Разом з тим вони вважають, що таким критеріям (хоч і в різних масштабах) підлягають менші боги та боги, наближені до окремих сфер людського буття. Вони, будучи спрощеними проявами Найвищого Бога, опікуються окремими аспектами, пов'язаними з природою (з ними ж вони й ототожнюються).

## Релігійні символи
Польська церква рідновірів має три релігійні символи — Руки Бога, Збручанський ідол та Святовит волінський.
| Символ | Назва               | Опис |  |
| ------ | ------------------- | --- |  |
|        | Руки Бога           | Графічний мотив, присутній на артефактах, знайдених біля Лодзі — ідеограма, що символізує поняття Найвищого Бога, а також Всесвіт і рівновагу, до якої тяжіє природа. |  |
|        | Збручанський ідол   | Іконографічне відображення Всесвіту та уособлення головного пантеону слов'янських богів.                                                                              |  |
|        | Святовит волінський | |  |

## Головні свята

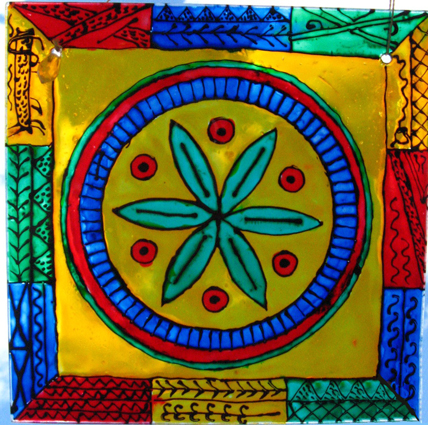
Коломир — символ циклічності життя та перебігу часу

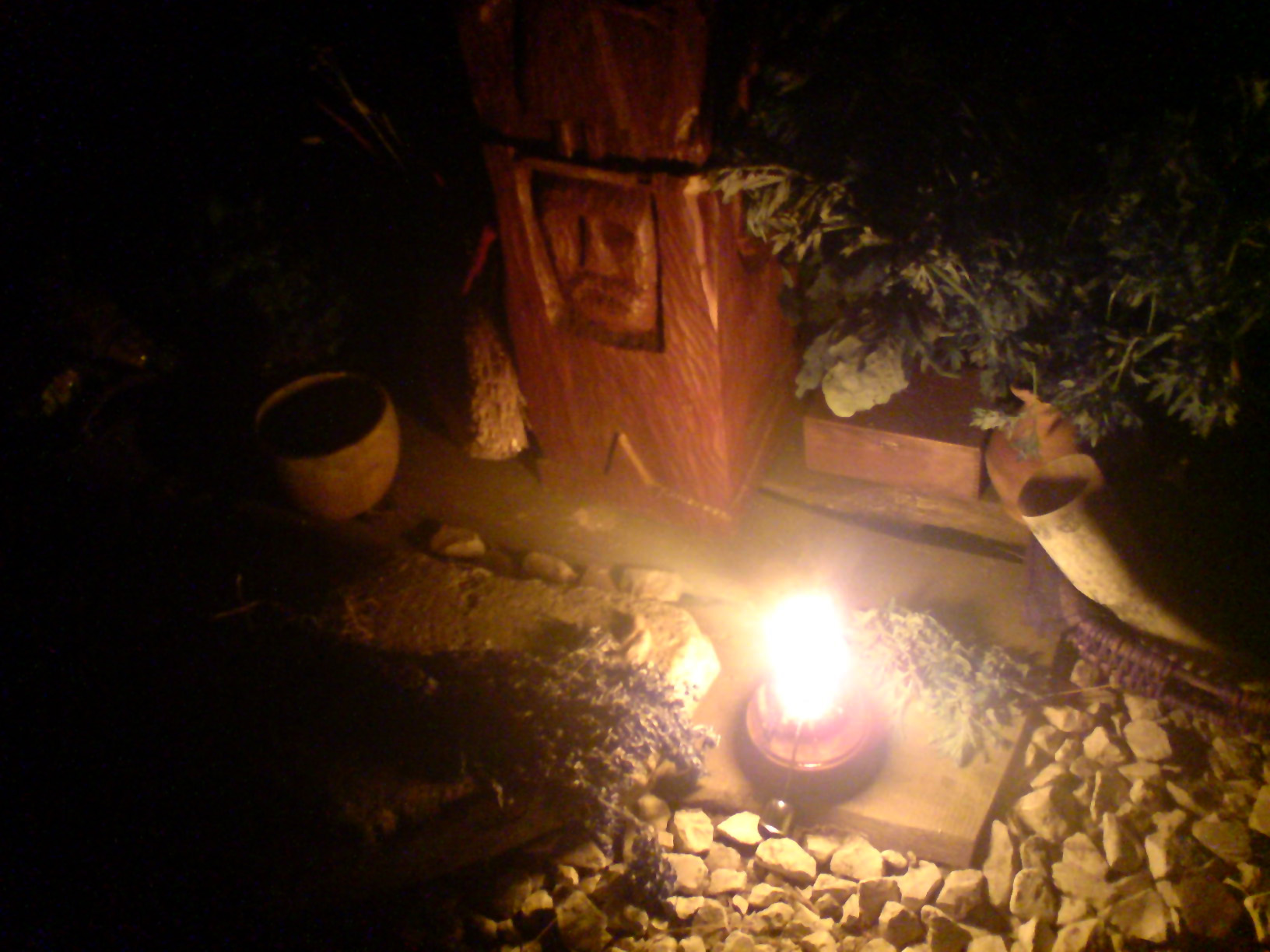
Свято Купала, храм у Мазовії (2009)

### Циклічні
- Винесення Марени — весняне рівнодення — запалювання Святого вогню, потоплення Марени, прикрашання яєць;
- Свято Купала — літнє сонцестояння — розпалювання вогнища, ходіння по вугіллю, ритуальні плавання;
- Обжинки — осіннє рівнодення — благословіння врожаю, ритуальні застілля;
- Коляда — зимове сонцестояння — конструювання Дерева життя в оселі, ритуальне застілля (тризна)

### Додаткові
- Діди

### Родинні
- Пострижини
- Старопольське весілля[pl] (пол. Swaćba)

Святкування циклічних свят зазвичай є публічними та загальнодоступними — у них можуть брати участь прихильники рідновір'я, які при цьому не є членами церкви. Літургії проводить священник або жрець.

## Етика
Польська церква рідновірів вважає людину частиною природи й одним із творінь сили космосу, при цьому — також і частиною суспільства. Церква вимагає від людини поваги до прав природи та суспільного ладу (універсальних для більшості культур засад співіснування в суспільстві, сформованих протягом століть), забороняє вбивства, насилля, грабунки та крадіжки, вимагає шанувати міжлюдські зв'язки, що вибудовують суспільство, — від окремої родини до загальнодержавного рівня. Вимагає також оберігати природу, вважаючи її божим творінням, разом з тим визнаючи, що природа не потребує святого писання (як і інших регуляторів, укладених у формі декалогу) для того, аби її права поважали. Також церква не перешкоджає людині самостійно мислити й намагається уникати формулювання очевидних для більшості людей засад особистого життя, обмежуючись лише загальними твердженнями на кшталт «живи гідно та будь правильною людиною», «роби що хочеш, тільки не ображай при цьому інших» тощо.

## Структура
Польська церква рідновірів є відкритою церквою, вона не узурпує права винятковості — як у справах особистої віри, так і у конфесійній приналежності парафіян. Члени церкви вважають, що їхні слов'янські пращури визнавали того ж самого бога, що й представники інших культур, тільки по-різному його називали та по-різному справляли культи на його честь. Членом церкви може бути особа, яка при цьому належить і до іншої релігійної організації. Відповідно, вступ до церкви не потребує апостасії. Формальною умовою вступу до церкви є укладення декларації вступу, якою кандидат у члени визнає рідновір'я.
Польська церква рідновірів не вважає за необхідне верифікувати походження своїх майбутніх членів. Церква вважає поляком кожного, хто зараховує себе до даного етносу. Програма церкви декларує, що її членом може бути кожен без урахування генеалогічного дерева, оскільки народ — це передусім спільна мова та культура. Однією з вимог прийняття декларації вступу є надання номера ідентифікаційної карти, однак це не виключає перспективи членства особи іншої національності (особливо слов'янської).
Польська церква рідновірів опирається на демократичні засади, декларує толерантність та виступає проти расизму, нацизму і ксенофобії. Посади в церкві є виборними та мають свої терміни перебування на них. Члени церкви не зобов'язані робити грошові внески.

## Головні проєкти
У 2015 Польська церква рідновірів розпочала проєкт «Rodzimowiercy na swoim». Мета проєкту — купівля землі у власність, таким чином гарантуючи свій власний сталий характер купленої місцевості.